# Ingrid Austlid Rise

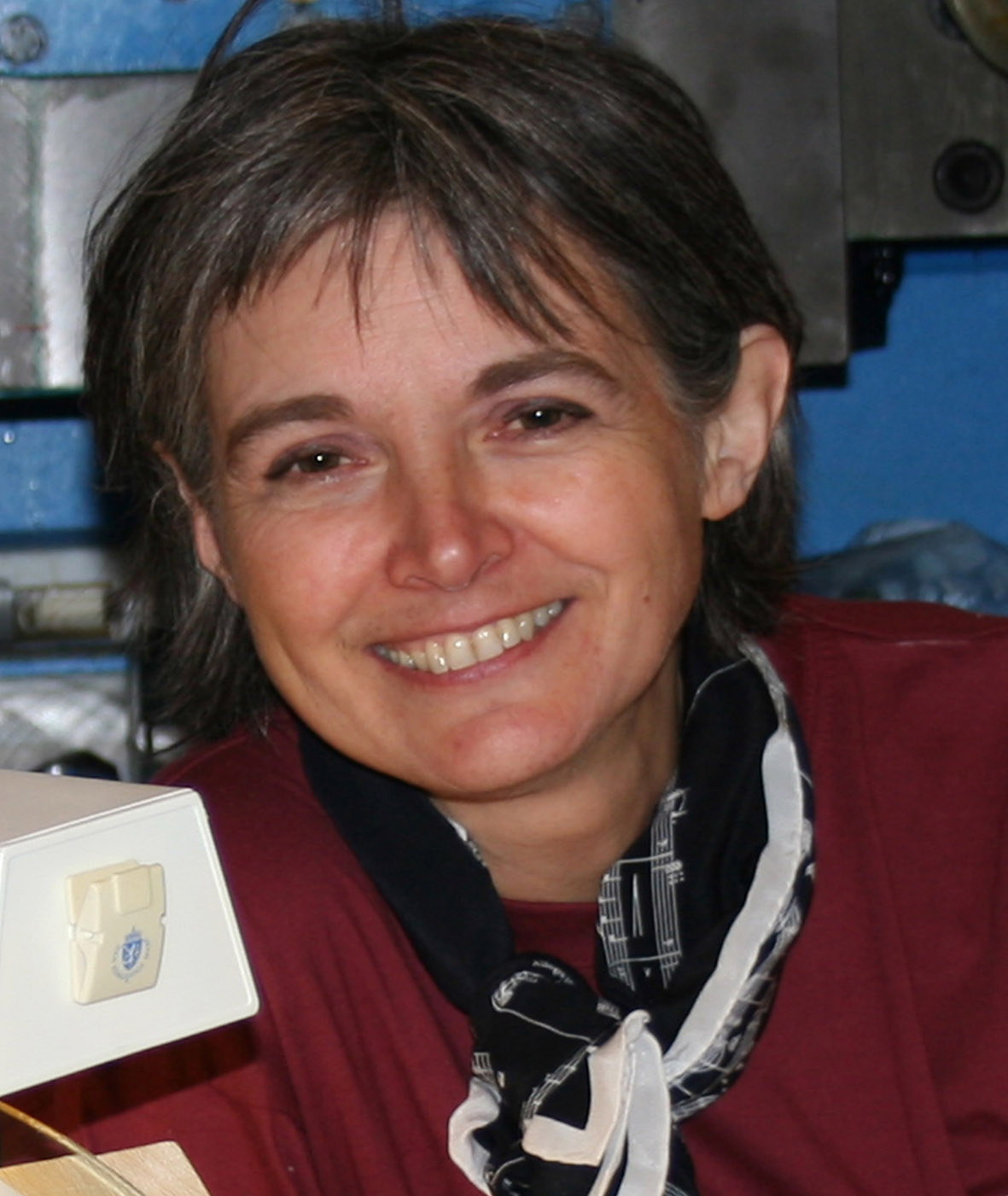
Ingrid Austlid Rise; Photo: Inger Noddeland

Ingrid Austlid Rise (n. 3 iunie 1955, la Oppdal, Norvegia) este o artistă gravoare norvegiană. 
Angajată a monetăriei Norvegiei, ea a desenat numeroase monede metalice norvegien, între care:
- moneda cu valoarea nominală de 1 coroană (1997)[2]
- moneda cu valoarea nominală de 5 coroane (1998)[3]

precum și monede metalice comemorative
- moneda cu valoarea nominală de 20 de coroane (2002), la cea de-a 200 aniversare a nașterii lui Niels Henrik Abel.
- moneda cu valoarea nominală de 20 de coroane (2004, la cea de-a 150 aniversare a Căilor Ferate Norvegiene.
- moneda cu valoarea nominală de 10 coroane și moneda de argint cu valoarea nominală de 200 de coroane (2008), la cea de-a 200-a aniversare a nașterii lui Henrik Wergeland[4].